# Dello Delli
Daniello Delli, conocido como Dello Delli (Florencia, 1404 - h. 1466) es un pintor italiano del estilo gótico internacional que trabajó en España, en concreto en el reino de Castilla. Se ha considerado tradicionalmente que los hermanos Nicolás y Dello Delli pintaron la bóveda del Juicio Final y el retablo mayor de la catedral Vieja de Salamanca.

## El problema de su identidad
Perteneció a una familia de pintores, pues también lo fueron sus hermanos Nicolò Fiorentino y Sansone Delli. Durante mucho tiempo se pensó que Dello Delli y Nicolò Fiorentino eran la misma persona, pero actualmente se considera que son dos personas distintas.
A partir de una carta, datada el 2 de junio de 1446, encontrada en el Archivo de la Corona de Aragón, escrita por el rey Alfonso el Magnánimo, de Nápoles, y dirigida a Don Alfonso de Pimentel, conde de Benevento, para que interceda ante el rey Juan II de Castilla para que conceda al señor Daniel Florentino, el permiso para trabajar en las obras de Castelnuovo de Nápoles.
El rey Alfonso habla de “Daniel Florentino” y no “Nicolás”, como indica el contrato de la bóveda del Juicio Universal. De la carta se deduce que en esta fecha el llamado “Daniel Florentino” estaba al servicio del rey de Castilla y no al servicio de la Curia catedralicia de Salamanca. También permite colegir que la pintura no era la única ocupación de Dello Delli en España, como demuestra el hecho de que se le llame “Mayor Fabrice Magister”, del rey Juan II de Castilla y que el propio Alfonso de Aragón reconoce su voluntad de ocuparlo en las obras de Castelnuovo.
De esta manera el documento finalmente pone en duda la identificación del artista con el que firma el contrato para el Juicio Final de la Catedral Vieja de Salamanca, en diciembre de 1445, comprometiéndose a terminar la obra en un año y medio. 
La prueba definitiva fue presentada en 1968 por Adele Condorelli, con un minucioso examen del catastro florentino que, inexplicablemente, no se había consultado hasta entonces. Del padrón florentino de los años 1427, 1430 e 1433 resultan perfectamente indicados los nombres de los progenitores de Dello y de sus cuatro hermanos, Margherita, Jacopo, Sansone y Nicolò. En el de 1430 se alude a la profesión de los hijos. Se puede leer que Sansone, de 11 años, trabajaba como “apprendista orefice” (aprendiz de orfebre), Dello de 26 años, trabajaba como pintor, Jacopo continuaba la tradición paterna y por esto trabajaba como sastre, y “Nicolao”, de 14 años, queda registrado como “apprendista pittore” (aprendiz de pintor). Con esto quedó esclarecida la cuestión.

## Vida de Dello Delli
Daniello Delli nació en 1404 en Florencia, hijo de Nicholò di Dello y de Monna Orsa. Una cruz datada en torno a 1420 en el Oratorio del Crocifisso en Pelago se atribuye por algunos autores a Dello Delli.
Entre 1421 y 1423 realizó una serie de apóstoles, una Coronación de la Virgen y un Cristo Señor que muestra la herida del costado o Cristo de la Pasión en terracota para decorar la puerta de la iglesia y del ospedale de Santa Maria Nuova de Florencia, y una Piedad siempre en terracota para la iglesia de santa Annunziata. Alcanza una buena reputación como pintor de figuras pequeñas como las decoraciones y los ornamentos de habitaciones interiores, armarios o lechos. 
En 1424, su padre fue condenado a muerte y escapó a Siena con sus hijos Dello y Sansone. Entre el 21 de marzo y el 16 de mayo de 1425, Dello recibe el encargo y la retribución por el diseño de un reloj (Il Mangia) con una estatua de bronce y un cuadrante pintado para la torre del Palazzo Comunale de Siena.
El 11 de julio de 1427, Dello huye de nuevo con su padre a Venecia, donde permanecerá probablemente hasta 1430. En febrero de ese año está documentado oficialmente como pintor.
Entre 1430 y 1433, Dello trabaja de nuevo en Florencia. El 26 de enero de 1433 se inscribió en la “Matricola dell’Arte dei Medici e Speziali” de Florencia, la corporación de artistas más importante de la ciudad. En torno a esta fecha es muy probable, según el testimonio de Vasari, que trabajase, junto a Paolo Uccello, en los frescos sobre temas del Génesis, del claustro verde de Santa Maria Novella, en particular en el fresco de Jacob bendiciendo a Isaac en lugar de al primogénito Esaú.
El 10 de octubre de 1433 un pintor natural de Cerdeña, que en aquella época formaba parte del reino aragonés, Ambrosio Salari, comparece ante un notario de Florencia para nombrar a un procurador en Barcelona el pintor catalán Bernat Martorell) para detener a Dello Delli en España a fin de saldar la deuda de doce florines de oro que el artista había contraído el 24 de octubre de 1432. Dello pudo haber iniciado su carrera española en Barcelona y en otros centros del reino aragonés, antes de su viaje a Castilla; documentos no publicados lo sitúan como escultor en el claustro de la iglesia de Santa Ana y en la catedral de Barcelona así como en la catedral de Valencia.
Entre 1433 y 1445, Dello vive en España, trabajando en la corte del rey Juan II de Castilla y llegando a obtener el título de caballero. Probablemente realizó un lienzo que representa la Batalla de La Higueruela, en el Alcázar de Segovia, copiado en el siglo XVI para la Sala de las Batallas en El Escorial. 
Posiblemente en 1439 Dello estuviera trabajando en Salamanca, hasta 1442. Realiza algunos paneles del retablo del altar mayor de la catedral vieja, del que no parece ser el autor principal en su conjunto. 
El 2 de junio de 1446 Dello trabaja probablemente en Nápoles al servicio del rey Alfonso de Aragón en las obras de Castelnuovo. El rey Alfonso escribe una carta a su primo, el rey Juan II de Castilla, a fin de que conceda a Dello el permiso para trabajar en la corte napolitana. El 27 de junio del mismo año Dello regresa a Florencia para convalidar el título nobiliario de caballero que le había sido reconocido en España. La Señoría le reconoce el título y le concede el distintivo “della libertà e del popolo” ("de la libertad y del pueblo").
Entre 1460 y 1466, Filarete menciona a Dello en su Trattato di Architettura (Tratado de Arquitectura), nombrándolo entre los arquitectos italianos que aún estaban vivos, que vivían en España y que habían querido emplear en la construcción de la “Sforziada”. 
Vasari habla de la muerte de Dello a la edad de 49 años, pero, por lo que parece, murió bastante después.